# Plassac
Plassac é uma comuna francesa na região administrativa da Nova Aquitânia, no departamento da Gironda. Estende-se por uma área de 7,14 km². Em 2010 a comuna tinha 931 habitantes (densidade: 130,4 hab./km²).